# Route 114 (Nouveau-Brunswick)
Pour les articles homonymes, voir Route 114.

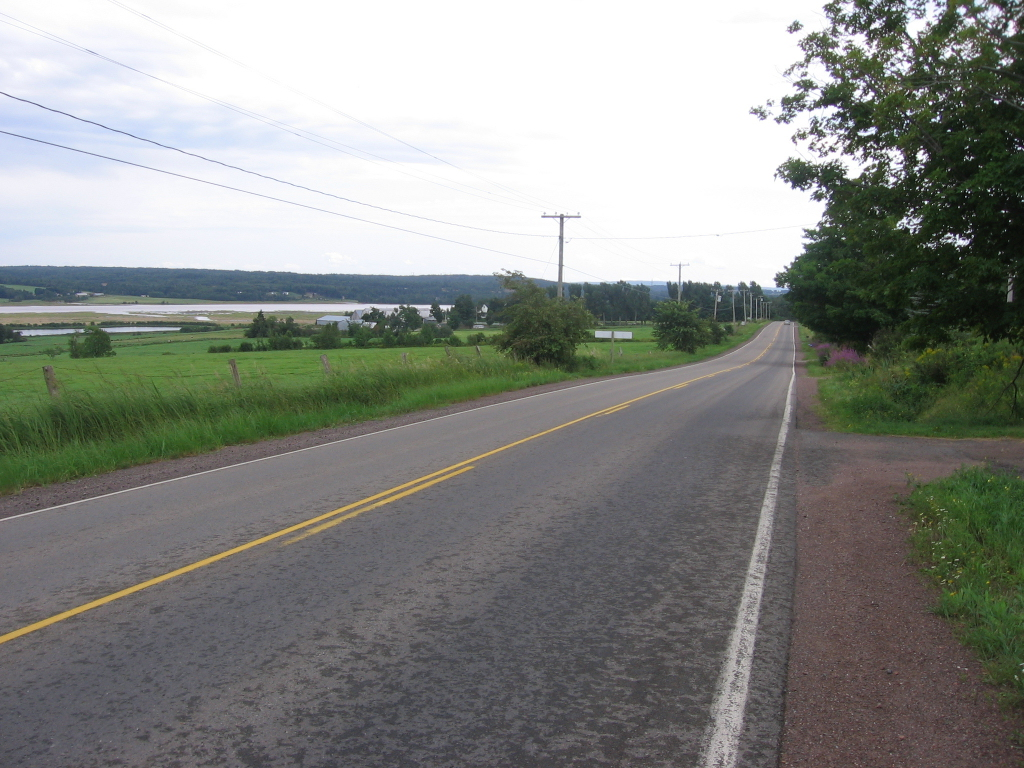
Route 114 à Coverdale.

La route 114 est une route provinciale située au sud-est du Nouveau-Brunswick. Elle route dessert le sud du comté d'Albert ainsi que le parc national de Fundy.
Elle débute à la sortie 198 de la route 1 à Sussex Corner. Elle suit ensuite l'ancien tracé de cette dernière jusqu'à Penobsquis où elle bifurque vers le sud-est en direction du parc national de Fundy jusqu'à Alma. Elle continue ensuite vers l'est vers Riverside-Albert et suit ensuite la côte ouest de la baie de Chipoudy. Elle se prolonge ensuite sur la rive ouest de la rivière Petitcodiac jusqu'à Riverview qu'elle traverse par le pont-jetée de la rivière Petitcodiac. Elle se termine à Moncton sur un carrefour giratoire. 

## Intersections majeures
| Comté                 | Ville                  | km     | Destinations                                                                        | Notes                                                          |
| --------------------- | ---------------------- | ------ | ----------------------------------------------------------------------------------- | -------------------------------------------------------------- |
| Kings                 | Sussex Corner          | 0,00   | NB-1 – Fredericton, Saint-Jean, Moncton NB-111 ouest – Sussex Corner, Saint-Martins | La NB-114 ouest devient la NB-111 ouest; sortie 198 de la NB-1 |
| Kings                 | Springdale             | 12,70  | NB-1 – Saint-Jean, Moncton                                                          | Sortie 211 de la NB-1                                          |
| Kings                 | Parc national de Fundy | 34,30  | Entrée nord du Parc national de Fundy                                               | Entrée nord du Parc national de Fundy                          |
| Kings                 | Parc national de Fundy | 54,80  | Entrée sud du Parc national de Fundy                                                | Entrée sud du Parc national de Fundy                           |
| Albert                | Alma                   | 55,90  | NB-915 est – Waterside, Cap Enragé                                                  | Terminus ouest de la NB-915                                    |
| Albert                | Riverside-Albert       | 80,50  | NB-915 ouest – Harvey                                                               | Terminus est de la NB-915                                      |
| Albert                | Hillsborough           | 111,60 | NB-910 ouest                                                                        | Terminus est de la NB-910                                      |
| Albert                | Riverview              | 133,90 | NB-112 ouest – Salisbury                                                            | Terminus est de la NB-112; échangeur                           |
| Westmorland           | Moncton                | 135,20 | NB-15 nord / NB-106 – Centre-ville, Dieppe, Shédiac, Salisbury                      | Carrefour giratoire; terminus sud de la NB-15                  |
| - Transition de route |                        |        |                                                                                     |                                                                |